# ميخائيل أكتون سميث
ميخائيل أكتون سميث (بالإنجليزية: Michael Acton Smith)‏ هو شخصية أعمال بريطاني، ولد في 1974.